# Göygöl (rajón)
Göygöl, dříve Xanlar, je rajón v severozápadním Ázerbájdžánu, v blízkosti druhého největšího města Ázerbájdžánu Gəncə.

## Přejmenování rajónu
25. dubna 2008 bylo dle rozhodnutí Ázerbájdžánského parlamentu přejmenováno z dřívějšího Xanlar na Göygöl, podle slavného ázerbájdžánského Modrého jezera, které se v ázerbájdžánštině nazývá Göy-göl.

## Správní centrum
Správním centrem rajónu je stejnojmenné město Göygöl, které bylo založeno roku 1819 jako německá osada Helenendorf.

## Města a vesnice v rajónu
Əzizbəyov qəsəbəsi, Xasabağ kəndi, Aşıqlı, Köşkü, Sarısu, Qarabulaq,
Gürzalılar, Çaylı, Pənahlılar, Dozular, Xəqani, Balçılı, Nadel, Qırıxlı, Cümşüdlü,
Haçaqaya, Sərkarh, Qizilca, Qizilca stansiyasi, Yeni Qizilca, Danayeri,
Yalqışlaq, Tülallar, Mollacəlilli (Yeni Əlibayramlı), Çaykənd, Yeni Zod, Göyçəkənd,
Mixaylovka, Toğana, Ağsu, Əzgili, Quşqara, Üçtəpə, Səmədli, Bəhrambəy,
Almədətli, Firuzabad, Topalhəsənli, Çiçəkli, Dərələyəz, Gəncə qəsəbəsi, Zurqes (Aşağı Çiçəkli), Səhriyar, Kərəmli, Murovdağ (Qəsəbə)